# Luis Ibacache
Luis Eduardo Ibacache Silva es un médico y político chileno. Fue el primer presidente democrático de la Federación de Estudiantes de la Universidad de Valparaíso, y entre 2021 y 2024 se desempeñó como concejal de la comuna de Providencia, Santiago de Chile.

## Biografía
Luis Ibacache nació en Villa Alemana, hijo de un médico y una trabajadora social, y estudió en el Colegio Alemán de dicha ciudad. Estudió Medicina en la Universidad de Valparaíso, titulándose como médico cirujano en 1987. Obtuvo su especialidad médica en psiquiatría en 1995, en la Universidad de Chile, donde actualmente se desempeña como docente. Trabaja en el Hospital Barros Luco y hasta 2020 fue Consejero Regional del Colegio Médico de Chile.

### Vida política
En 1979 se unió a las filas de las Juventudes Comunistas de Chile. En 1981 es detenido por estar llevando a cabo una huelga de hambre dentro de la Parroquia de Viña del Mar en contra de la Ley General de Universidades, y fue relegado por tres meses en San Pedro de Atacama. En 1984, en medio de la articulación del movimiento estudiantil universitario que se oponía a la dictadura militar, Ibacache y otros dirigentes estudiantiles fueron detenidos y encarcelados por la CNI, estando preso por nueve meses en la Cárcel Pública de Valparaíso (actual Parque Cultural). Se produjo una sistemática ola de violaciones de derechos humanos focalizada en el mundo estudiantil, con amenazas de muerte, mediante cartas y otros medios.
En 1985 fue democráticamente elegido como Presidente de la Federación de Estudiantes de la Universidad de Valparaíso, creada tras la disolución de la anterior Federación de Estudiantes de la Universidad de Chile-Sede Valparaíso en 1973 y la subsecuente creación de la Universidad de Valparaíso en 1981.
Ibacache fue director de la Junta de Vecinos de Pedro de Valdivia Norte, comuna de Providencia, entre 2019 y 2020. Renunció a ese cargo para presentarse las primarias ciudadanas organizadas por la entonces oposición, para definir una candidatura a la Alcaldía de Providencia. En 2021 se presentó como candidato a concejal por Providencia, siendo electo con 2.222 votos. En las elecciones municipales de 2024, fue candidato a la reelección como concejal, sin embargo, no resultó electo.

## Historia electoral
| Año  | Tipo        | Territorio  | Pacto                         | Partido | Votos | %    | Resultado |
| ---- | ----------- | ----------- | ----------------------------- | ------- | ----- | ---- | --------- |
| 2021 | Municipales | Providencia | Chile Digno, Verde y Soberano | PCCh    | 2222  | 2,70 | Concejal  |
| 2024 | Municipales | Providencia | Por Chile, seguimos           | PCCh    | 3143  | 3,11 | No electo |